# Jean Précy
Jean Précy est un homme politique français né le 16 décembre 1743 à Chassy (Yonne) et décédé le 31 octobre 1822.

## Biographie
Notaire, il devient juge de paix du Canton d'Aillant-sur-Tholon sous la Révolution, puis administrateur du département. Il est député de l'Yonne à la Convention, votant la mort de Louis XVI, avec sursis. Il passe ensuite au Conseil des Cinq-Cents, comme député de la Somme, le 4 brumaire an IV. Il entre au Conseil des Anciens, comme député de l'Yonne, le 24 germinal an VI.
Il reprend sous l'Empire ses fonctions de notaire. Inquiété en 1816 par la loi sur les conventionnels régicides, il peut revenir en France dès 1817 car il avait voté la mort avec sursis.

## Sources